# Užitková voda

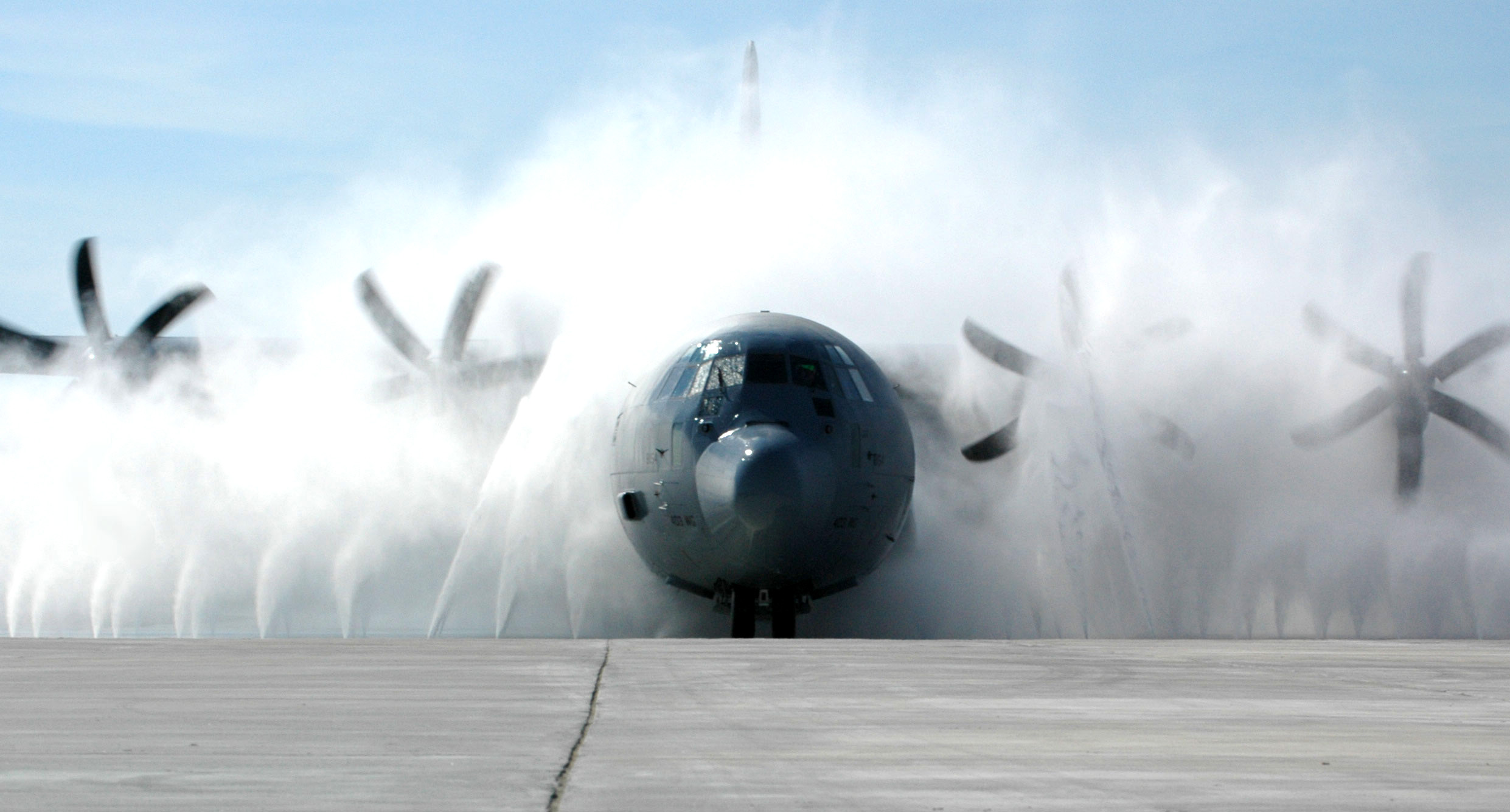
Použití užitkové vody při mytí letadel

Užitková voda je hygienicky nezávadná voda, které se však nepoužívá jako pitná voda a na vaření, ale jen na mytí, koupání a pro výrobní účely. Může pocházet z jakéhokoliv zdroje, pokud vyhovuje zdravotním a technickým požadavkům.[zdroj?]
Na užitkovou vodu se nekladou taková přísná kritéria, pokud jde o fyzikální vlastnosti (teplota, barva, zákal), jako na pitné vody, ale nesmí obsahovat toxické látky a ze zdravotního hlediska musí vyhovovat většině požadavků na pitnou vodu.

## Některé druhy užitkové vody
Zvláštní použití vody obvykle pro hospodářské účely. Na jejich používání se vztahuje vodní zákon.
- Průmyslová voda – užitková voda užívaná ve velkém množství pro různá odvětví průmyslu; jde obvykle o neupravenou nebo částečně upravenou povrchová voda z blízkých toků (nádrží),

- Technologická voda – voda, které vstupuje přímo do výrobního procesu; požadavky na její jakost vyplývají vždy z konkrétního provozu,

- Voda pro závlahy – povrchová voda z toků a nádrží používaná při zemědělské výrobě.

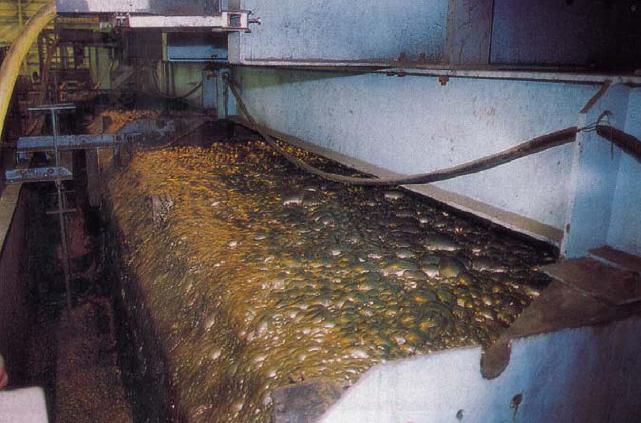
Při zpracování rud se spotřebuje velké množství vody – zde flotace měděně rudy

## Teplá voda
Teplá voda v domácnostech – dříve označovaná jako teplá užitková voda (zkratka TUV), – se podle zákona o ochraně veřejného zdraví vyrábí z pitné vody, ale za pitnou se nepovažuje. Hlavní důvody jsou dva:
- k úpravě teplé vody se mohou použít látky, které se při dlouhodobém příjmu nepovažují v pitné vodě za žádoucí,
- vlivem zvýšené teploty v ní může docházet k většímu pomnožení některých bakterií, které nejsou zdravotně závadné, ale mohou nepříznivě ovlivnit chuť či pach vody.